# Knight Without Armour
Knight Without Armour is een Britse dramafilm uit 1937 onder regie van Jacques Feyder. Het scenario is gebaseerd op de gelijknamige roman uit 1933 van de Britse auteur James Hilton.

## Verhaal
Ainsley J. Fothergill gaat spioneren in Rusland. Hij geeft zich uit als Rus en noemt zichzelf Peter Ouranoff. Hij wordt echter gevangengenomen en naar Siberië verbannen. Tijdens de revolutie poogt hij samen met de bevallige gravin Alexandra Rusland te ontvluchten.

## Rolverdeling
| Acteur           | Personage                  |
| ---------------- | -------------------------- |
| Marlene Dietrich | Gravin Alexandra Vladinoff |
| Robert Donat     | Ainsley J. Fothergill      |
| Irene Vanbrugh   | Hertogin                   |
| Herbert Lomas    | Generaal Gregor Vladinoff  |
| Austin Trevor    | Kolonel Adraxine           |